# The Room Where It Happened

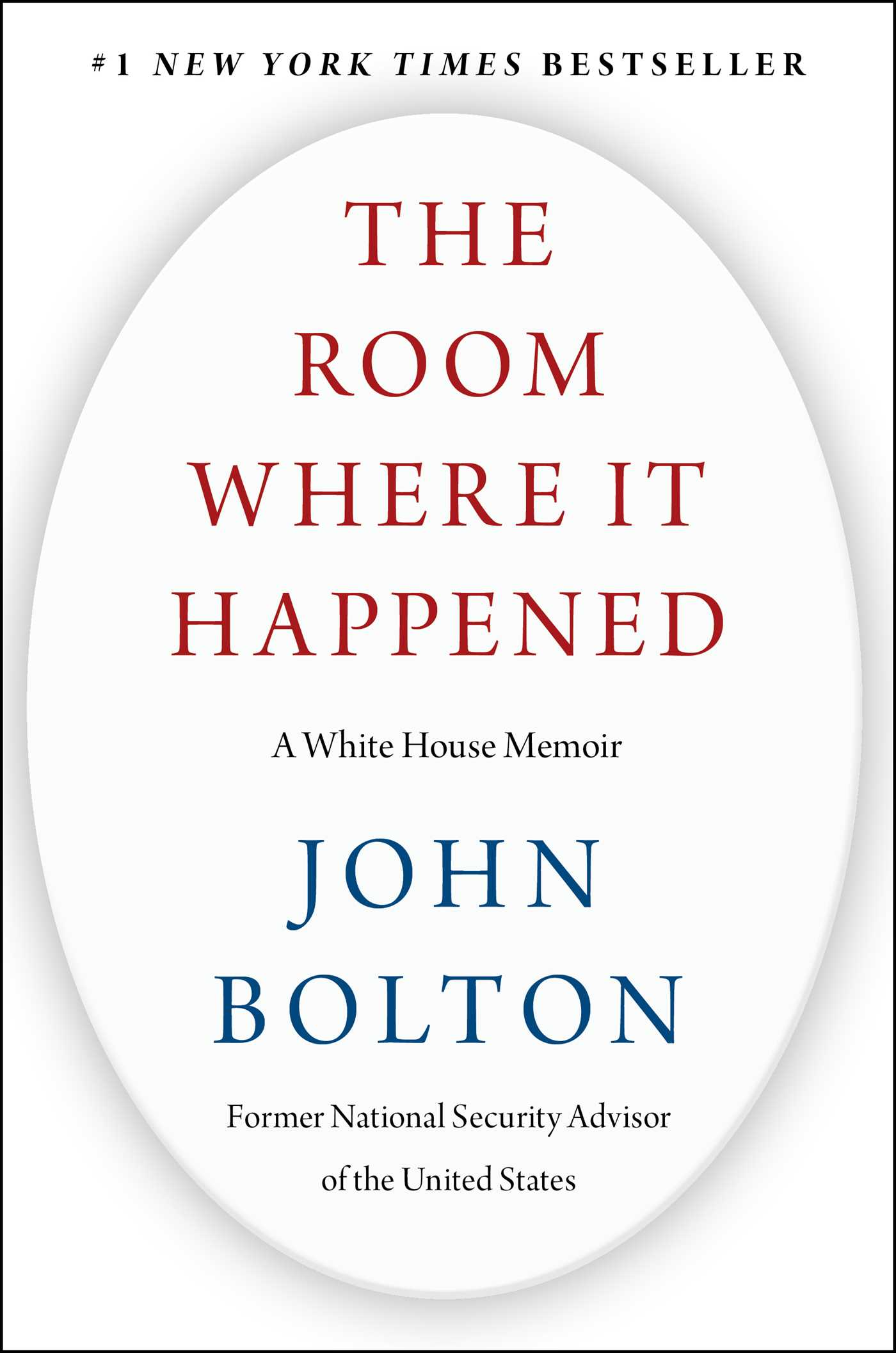
Das Cover des Buches (Originalausgabe 2020)

The Room Where It Happened: A White House Memoir (zu Deutsch etwa „Der Raum, in dem es geschah. Erinnerungen aus dem Weißen Haus“; deutscher Titel: Der Raum, in dem alles geschah. Aufzeichnungen des ehemaligen Sicherheitsberaters im Weißen Haus) ist der Titel eines am 23. Juni 2020 im Verlag Simon & Schuster erschienenen Buches des früheren Nationalen Sicherheitsberaters John R. Bolton über dessen Wirken von April 2018 bis September 2019 unter Präsident Donald Trump.

## Vorgeschichte
Ende Dezember 2019 wurde dem Weißen Haus eine Kopie des Manuskripts zur Überprüfung vor der Veröffentlichung zur Verfügung gestellt. Ende Januar 2020, während des Amtsenthebungsverfahrens gegen Donald Trump im Senat, wurde über das Buch erstmals öffentlich berichtet. Dabei wurden ebenso Kopien des Manuskripts angefertigt.
Die Regierung Trumps versuchte die Veröffentlichung des Buches zu verhindern, Bundesrichter Royce C. Lamberth lehnte dies jedoch ab.

## Inhalt
Über weite Strecken wird Donald Trump in dem Buch als inkompetent und ungeeignet für das Amt des US-Präsidenten charakterisiert.
Einige Ausschnitte wurden bereits vor der Veröffentlichung bekannt. So soll Trump den chinesischen Staatspräsidenten Xi Jinping um Hilfe bei seiner Wiederwahl gebeten haben. Recep Tayyip Erdoğan soll er versprochen haben, sich um die Einstellung der Ermittlungen gegen die Halkbank zu bemühen. Bolton soll zudem in dem Buch behauptet haben, dass Trump gefragt habe, ob Finnland ein Teil Russlands und ob das Vereinigte Königreich eine Atommacht sei. Im Hinblick auf das Verhältnis zwischen Trump und Außenminister Mike Pompeo schrieb Bolton, dass Letzterer im Dezember 2018 über seinen Rücktritt nachgedacht habe. Laut dem Autor soll sich Benjamin Netanjahu hinter verschlossenen Türen über Jared Kushners Friedensplan für den Nahen Osten skeptisch geäußert haben, da in diesem Bereich bereits politische Schwergewichte wie Henry Kissinger gescheitert seien.

## Titel
Der Titel des Buchs ist an das Lied "The Room Where It Happens" aus dem Musical Hamilton angelehnt.

## Rezeption
Der südkoreanische Präsident Moon Jae-in ließ über sein Büro Kritik an Boltons Memoiren verlautbaren. Bezüglich der Gipfeltreffen zwischen den USA und den beiden Koreas geben die Memoiren keine Fakten wieder, sondern Boltons eigene Wahrnehmung. Diese sei verzerrt und falsch. Weiterhin habe er einseitig sensible Informationen diplomatischer Sitzungen preisgegeben und verletze damit den Grundgedanken der Diplomatie. Dies könne ernsthafte Probleme für zukünftige Gespräche darstellen. Sprecher Chung Eui-yong hofft, dass die USA Maßnahmen ergreifen, damit eine solche Preisgabe von Interna nicht erneut vorkommt. Seong Yeon-cheol von der linksliberalen Hankyoreh schrieb, dass die Memoiren zeigten, dass Bolton zu jeder Zeit Südkoreas Friedensbemühungen mit Nordkorea sabotierte. Außerdem bringe das Buch Boltons sehr negative Ansichten zu Moon Jae-in zum Vorschein. Die konservative Chosun Ilbo veröffentlichte hingegen einen Artikel, dass Boltons Memoiren zeigten, dass die Gipfeltreffen lediglich Heucheleien gewesen seien. Außerdem wird Moons Umgang mit Nordkorea kritisiert.
US-Regierungsmitglieder verurteilten das Buch: Mike Pompeo nannte Bolton für das Schreiben und Veröffentlichen des Buches einen „Verräter“. Peter Navarro verglich das Werk aufgrund der vermuteten, aber von Bolton bestrittenen, Entlassung Boltons durch Trump mit einem Racheporno. Trump selbst bezeichnete ihn als „Lügner“ und versprach polizeiliche Ermittlungen.
Einige Rezensionen in englischsprachigen Medien zeigten sich von Boltons Bericht angetan. David Ignatius schrieb in der Washington Post am 18. Juni 2020: „So viel Sie auch meinen, über die Arroganz, Eitelkeit und schiere Inkompetenz von Trumps Zeit im Weißen Haus zu wissen – Boltons Bericht wird Sie dennoch in Erstaunen versetzen […] Kein Wunder, dass das Weiße Haus so fest entschlossen war, dieses Buch zu verhindern.“ Der New Yorker bezeichnete das Buch am 18. Juni 2020 als „vernichtenden und aufschlussreichen Bericht […] unverzichtbar, spektakulär und konkret“. Der Guardian schrieb am 17. Juni 2020: „Boltons Buch, das wie eine Bombe einschlägt, zeigt: Es ist immer noch möglich, von Trumps Präsidentschaft schockiert zu werden.“
In einer Rezension von Klaus Brinkbäumer in der deutschen Wochenzeitung Die Zeit vom 23. Juni 2020 beschreibt der Autor die Memoiren als „ein feiges, dümmliches Buch“. Zudem vermutet er hinter der Veröffentlichung aufgrund des hohen Vorschusses für „das fürchterliche Buch“ vor allem finanzielle Motive.

## Deutsche Ausgabe
Die deutschen Rechte an dem Werk wurden Ende Juni 2020 von der Berliner Eulenspiegel Verlagsgruppe ersteigert, die die deutsche Ausgabe unter dem Titel Der Raum, in dem alles geschah. Aufzeichnungen des ehemaligen Sicherheitsberaters im Weißen Haus in der Übersetzung durch Shaya Zarrin, Patrick Baumgärtel u. a. am 14. August 2020 im Verlag Das Neue Berlin auf den Markt brachte.